# Gangsters: Organized Crime
Gangster: Organized Crime är ett strategispel lanserat av Eidos Interactive. Det utspelar sig i "New Temperance", en fiktiv förort till Chicago, under förbudstiden i USA.

## Handling
Gangsters är ett tur och realtidsbaserat som utspelar sig i en fiktiv förort i Chicago i USA. I spelet är spelaren en maffialedare vars mål är att ta över staden genom att döda alla andra maffialedare, att bli borgmästare eller bli den enda kvarvarande maffialedaren, men man kan också bli hederlig. 